# Castello Pandone (Venafro)
Il Castello Pandone è un castello medievale trasformato poi in palazzo e situato a Venafro, in Molise. Il castello ospita il museo nazionale di Castello Pandone.

## Storia
Il castello viene distrutto dal terremoto del 1349. Fu quindi ricostruito e, nel 1443, con l'arrivo degli Aragonesi, il castello passò nelle mani della famiglia Pandone che lo ampliò e lo trasformò in un palazzo rinascimentale.
Dopo la decapitazione di Enrico a seguito del suo tradimento nei confronti di Carlo V d'Asburgo, il feudo passò successivamente a varie famiglie tra cui quella dei Lannoy.
Agli inizi del 1700 il complesso feudale divenne proprietà della famiglia Carafa. Gli attuali proprietari del castello sono la famiglia Lombardi, i quali lo acquisirono nel secondo decennio dell'Ottocento.

## Descrizione
La posizione della fortezza fu scelta per la sua importanza strategica, permettendo di controllare l'ingresso dell'alta valle del Volturno.
La struttura architettonica è il risultato di aggiunte, demolizioni e restrutturazioni successive, tutte modifiche poste in atto dalle varie famiglie che si sono susseguite nella proprietà del castello. È possibile individuare alcuni nuclei architettonici di epoche diverse.
Il nucleo originario è una struttura monoblocco, i cui resti sono visibili alla base del mastio lombardo.
A seguito del terremoto del 1349, il complesso fortificato è stato ampliato durante la ricostruzione: la fortezza è rafforzata dall'elevazione di un recinto quadrangolare con almeno due torri. La seconda metà del X secolo vide la costruzione di un fossato di cinta e di tre grandi torri circolari a base tronconica, poste agli spigoli settentrionale, occidentale e meridionale della costruzione. Le tre torri furono probabilmente inglobate nell'originario assetto, poi andato distrutto, che ne prevedeva probabilmente quattro.

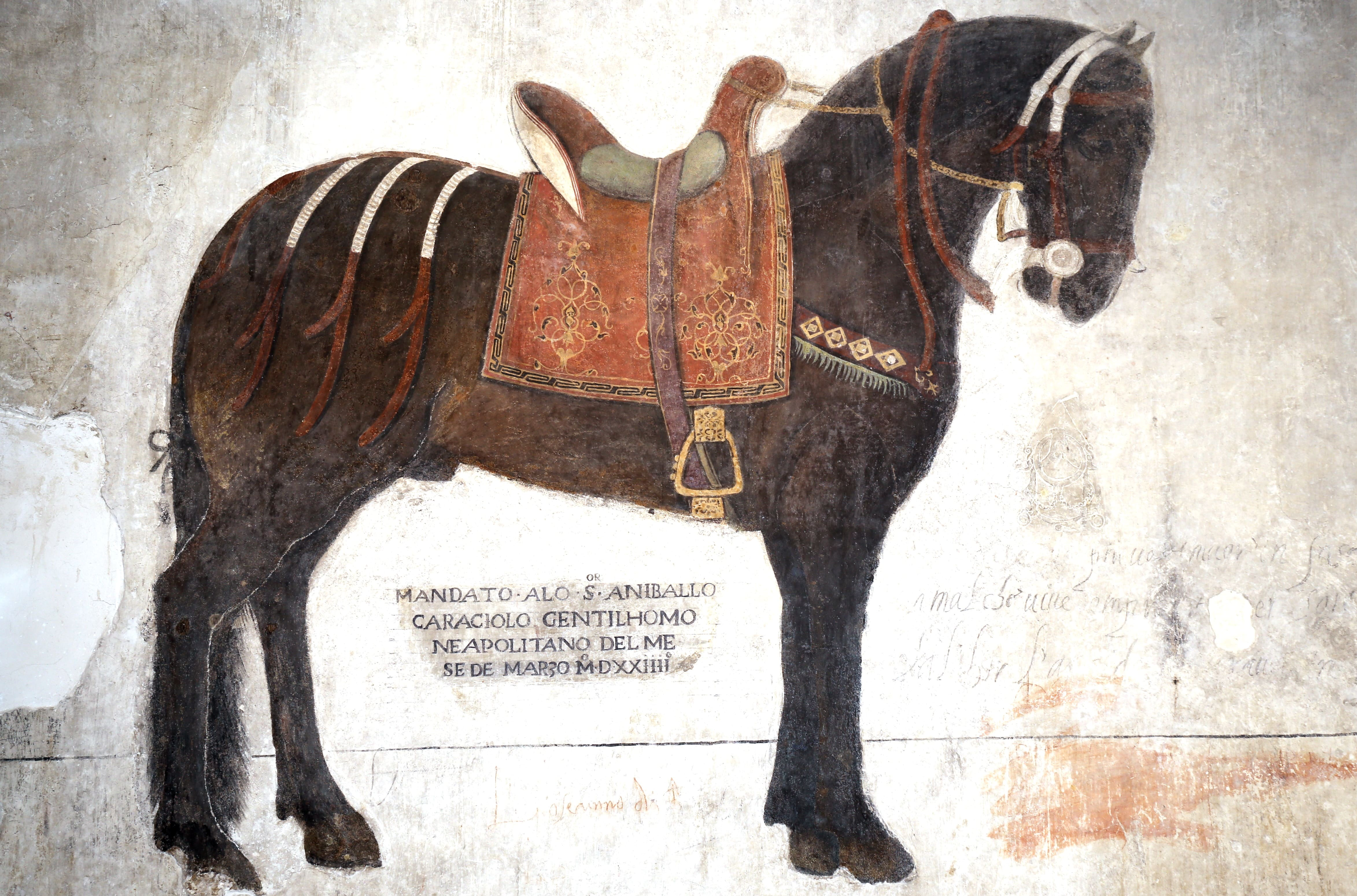
Affresco di un cavallo

In epoca aragonese, il conte Francesco Pandone fece allargare il fossato e rafforzò la struttura difensiva, mentre Enrico, all'inizio del XVI secolo, trasformò l'edificio in una residenza rinascimentale, con la loggia e il giardino. Egli, inoltre, commissiona anche la realizzazione di una decorazione pittorica ad affresco (1522-1527) che rappresenta i migliori cavalli del suo allevamento.
Sotto i Lannoy, vennero apportate nuove modifiche all'architettura e alle decorazioni, accentuando il carattere residenziale del castello.
Particolarità della fortificazione è la presenza di tre torri anziché delle quattro canoniche.